# Seznam jezer na Faerských ostrovech

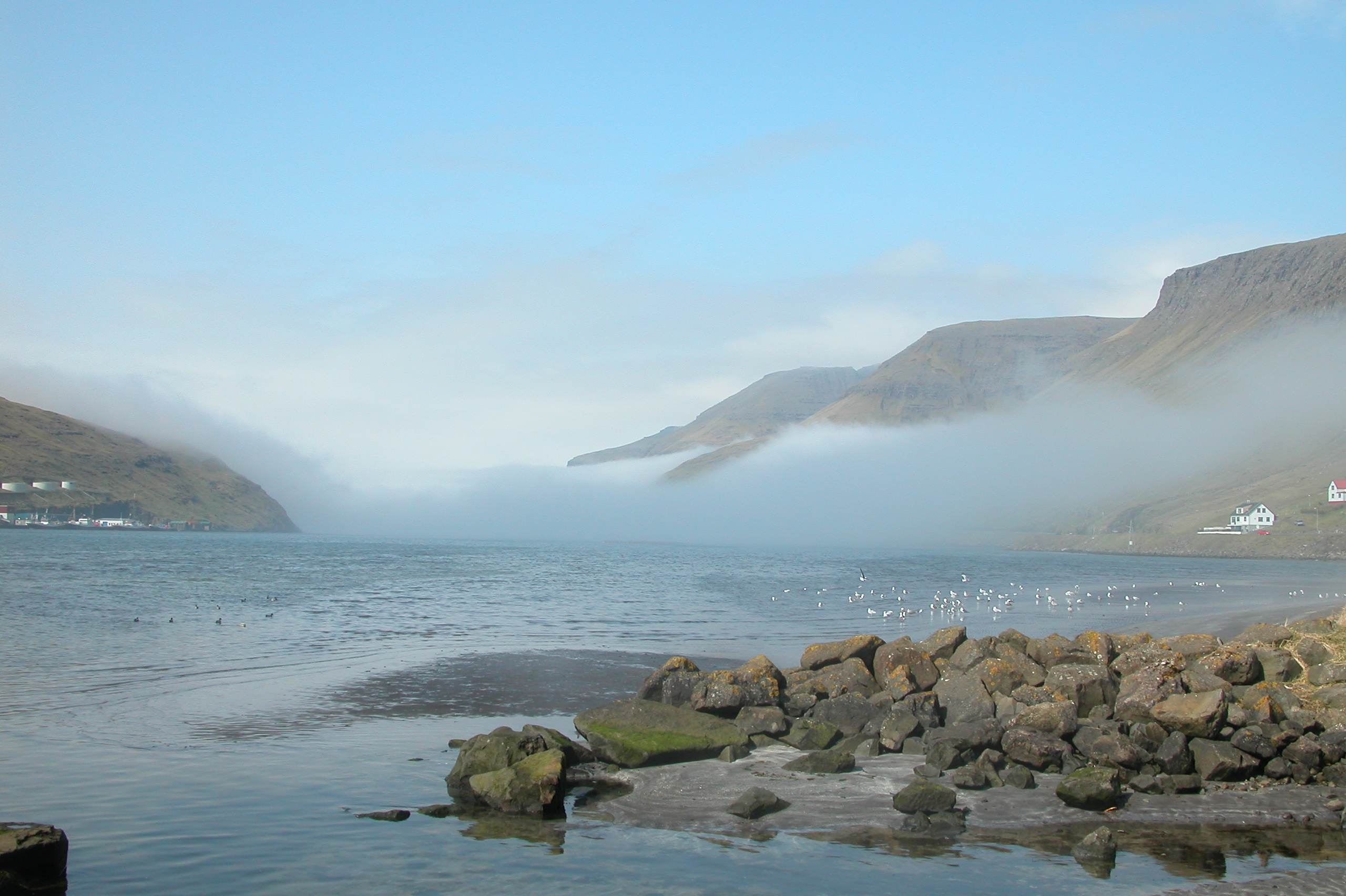
Sørvágsvatn

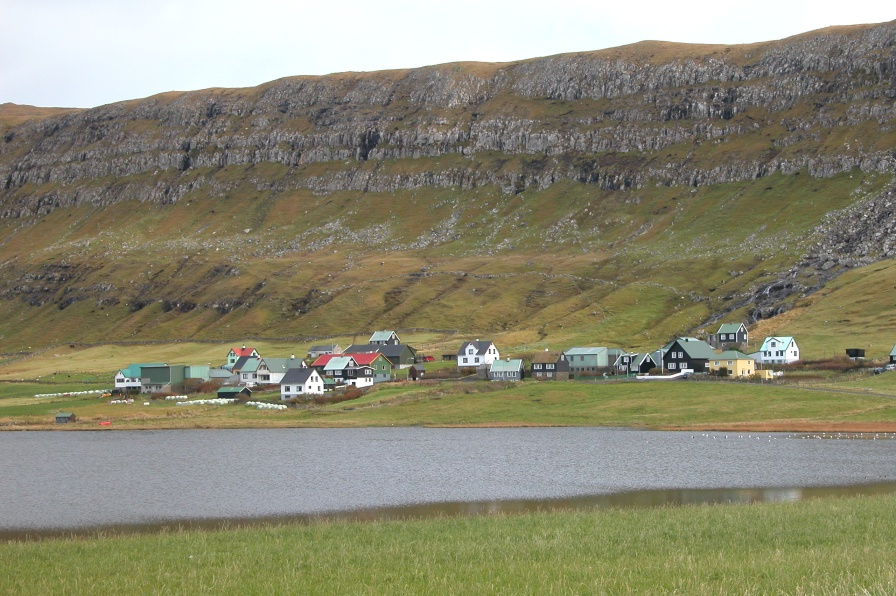
Sandsvatn

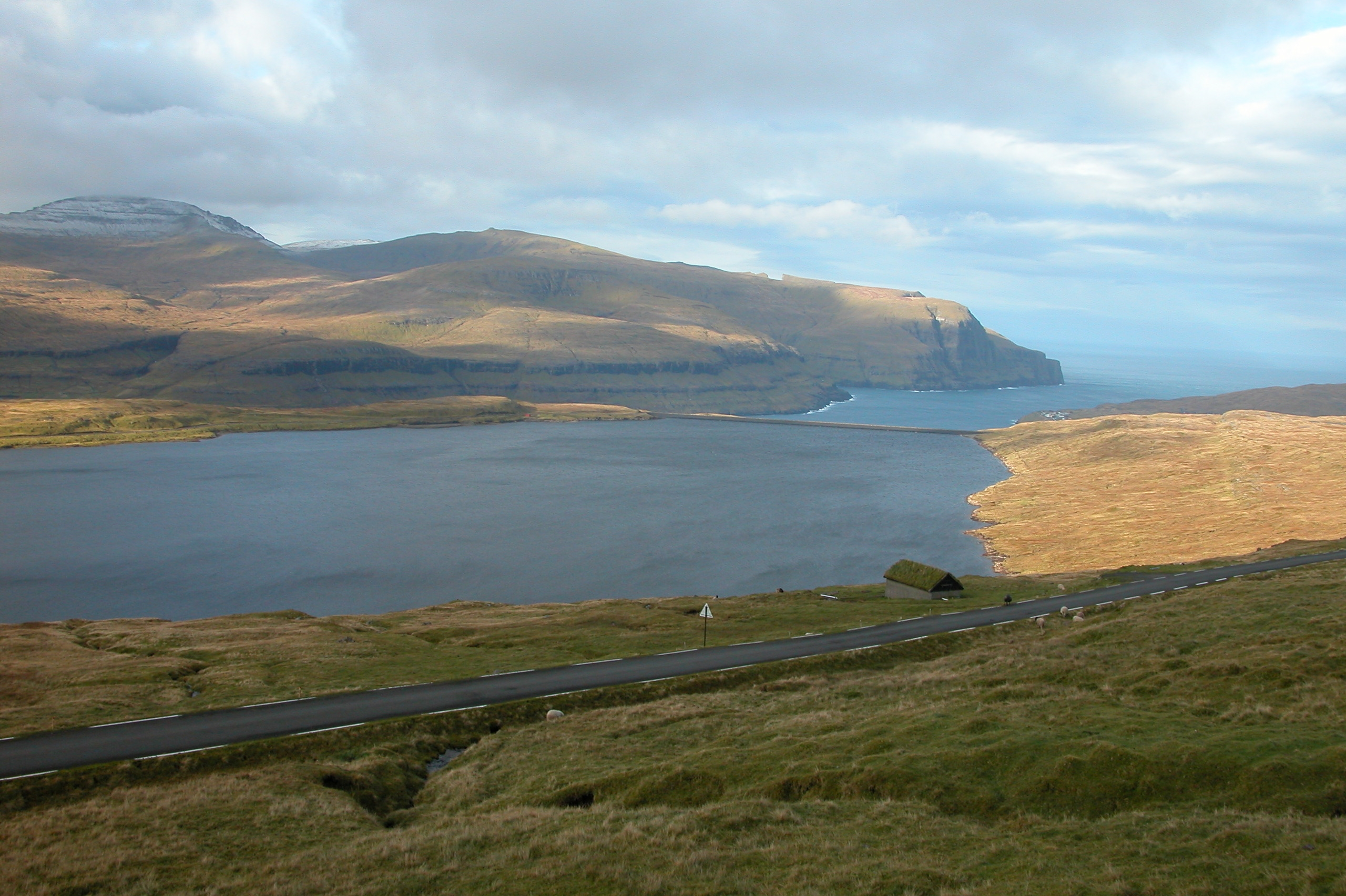
Eiðisvatn

Jezera na Faerských ostrovech jsou většinou ledovcového nebo pololedovcového typu. 
Toto je seznam pěti největších jezer na Faerských ostrovech podle velikosti.
| Místo | Jméno       | Rozloha | Ostrov   |
| ----- | ----------- | ------- | -------- |
| 1.    | Sørvágsvatn | 3,4 km² | Vágar    |
| 2.    | Fjallavatn  | 1,0 km² | Vágar    |
| 3.    | Sandsvatn   | 0,8 km² | Sandoy   |
| 4.    | Toftavatn   | 0,5 km² | Eysturoy |
| 5.    | Eiðisvatn   | 0,5 km² | Eysturoy |